# 石巻ハリストス正教会
石巻ハリストス正教会・聖使徒イオアン聖堂（いしのまきハリストスせいきょうかい・せいしとイオアンせいどう）は、宮城県石巻市にある日本ハリストス正教会の教会。
1980年（昭和55年）に竣工した現在の会堂（第2代）と、1879年（明治12年）に竣工した旧会堂（初代。教会としての使命を終え、文化遺産として石巻市の所有する「旧石巻ハリストス正教会教会堂」となり、旧北上川の中洲にある中瀬公園内に移築・復元されている）の2つが現存する。本記事では双方について述べる。

## 歴史

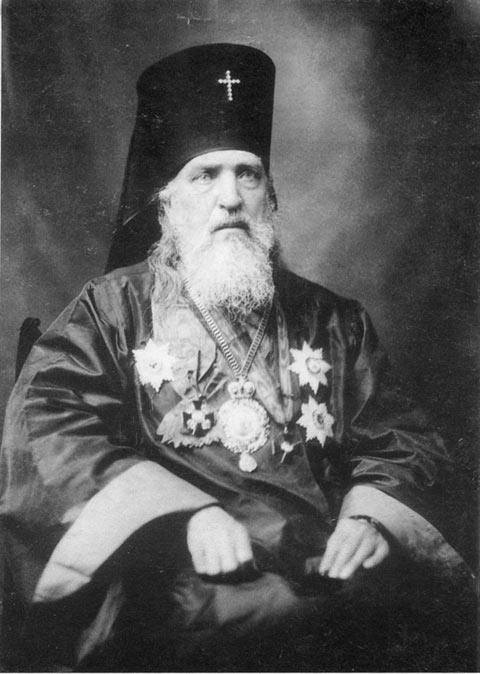
亜使徒聖ニコライ

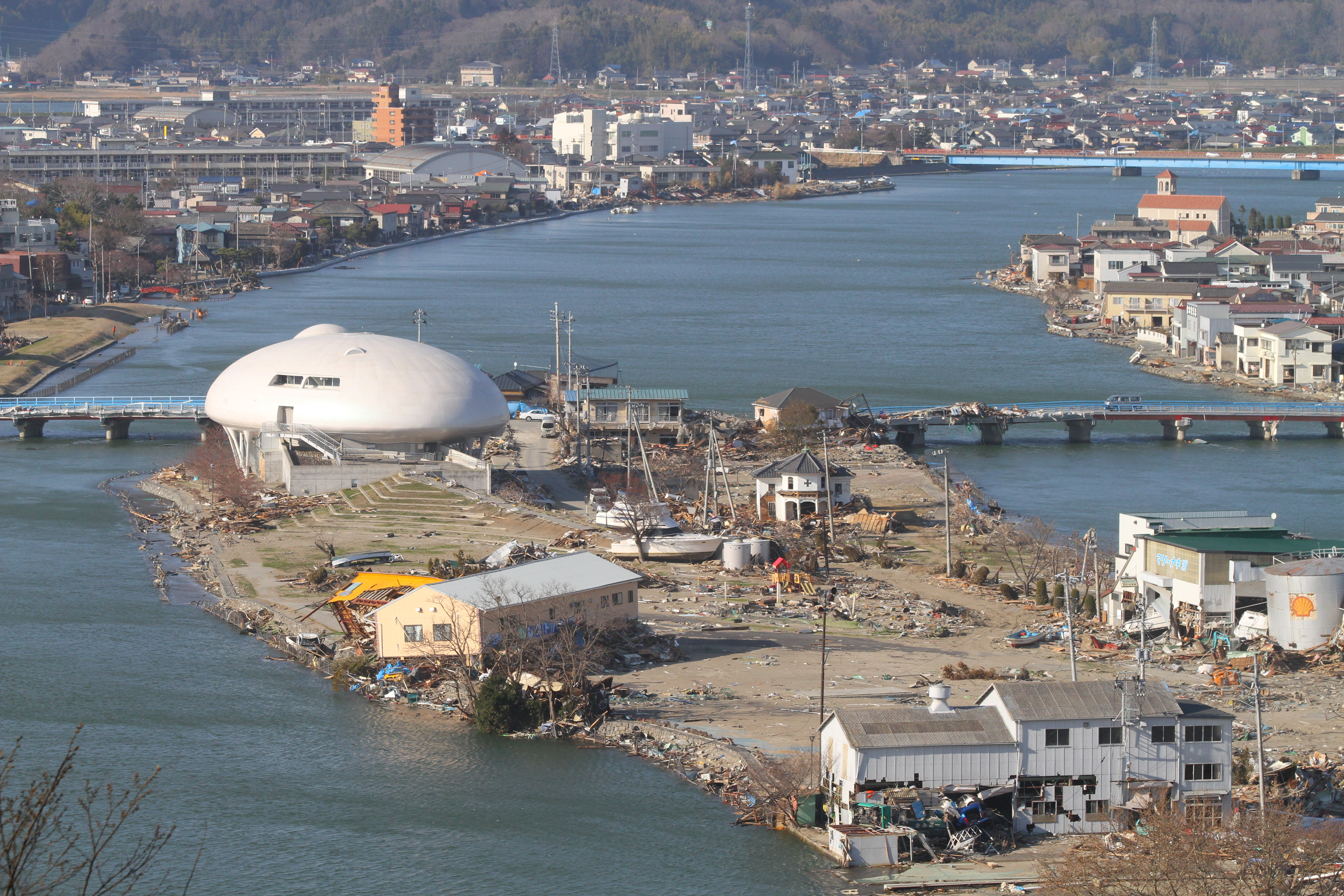
震災発生から約1か月後の中瀬地区と旧聖堂（2011年4月16日）

1872年、亜使徒聖ニコライ（ニコライ・カサートキン）が全国宣教の拠点を東京府・神田駿河台（現・東京都千代田区神田駿河台）に置き、同年12月の第2回洗礼において宮城県牡鹿郡湊村（現・石巻市湊）出身の信徒・セルギイ勝又昱が受洗した。これ以降、石巻近辺の各地に正教会の伝教師（伝教者）が派遣されて宣教が行われた。
湊では伝教者ボリス山村の宣教によりモイセイ平塚恒次郎をはじめとする29名が1877年（明治10年）1月8日にパウェル沢辺琢磨神父巡回時に洗礼を受け、湊聖枝教会が設立された。石巻ではペトル朽木伝教者の宣教により、イオアン伊藤忠右衛門をはじめとする23名が同年12月11日に沢辺神父から洗礼を受け、教会が設立された。設立時の名称は「石巻光明会」であった。
1879年（明治12年）11月、石巻市街中心部に近い、現在の石巻聖使徒イオアン教会の所在地（現：石巻市千石町）に、木造総二階建て、瓦葺き、十字架型の平面を持つ本格的な会堂が竣工した。教役者住宅も併設されていた。この時、教会の名称が「石巻光明会」から「石巻聖使徒イオアン教会」に改名された。
以降教勢の拡大は目ざましく、周辺10数km四方の地域に10箇所の教会が20年あまりの間に誕生している。
- 1881年（明治14年）4月14日 - 桃生郡中島村（現：石巻市中島）のティモフェイ門間徳右衛門をはじめとする13名が、1878年（明治11年）から登米郡北方村（現：登米市迫町佐沼）に常駐していたマトフェイ影田神父の巡回時に受洗。「中島洗礼教会」創立。
- 1885年（明治18年） - 牡鹿郡渡波町（現：石巻市渡波）、牡鹿郡女川村（現：女川町）、桃生郡名振浜（現：石巻市雄勝町名振）等にも受洗者が相次いだ。
- 1898年（明治31年）3月6日 - アンナ渡辺つまをはじめとする14名がイオフ水山神父から受洗。

1881年（明治14年）6月には、亜使徒聖ニコライが東北巡回の途中に石巻ハリストス正教会を訪れている。当時の石巻には名簿上116名、実勢としては82名の信徒がいたとされる。
しかし1904年（明治37年）の日露戦争や1917年（大正6年）のロシア革命後、日本正教会が全国で教勢を低迷させていったことに伴い、この地域での教勢も停滞する。対露感情の悪化や、実際には革命によって共産主義政権からロシア正教会をはじめとした正教会は弾圧を蒙っていたにもかかわらず正教会が「アカ（共産主義）の仲間」との偏見をもたれたことや、革命によりロシア正教会から資金援助が途絶え、伝教者の多くを解雇せざるを得なかったことなどが主な要因であった。
石巻市周辺地域に設立された教会組織は順次、石巻聖使徒イオアン教会に統合され、現在に至っている。

## 石巻ハリストス正教会・聖使徒イオアン聖堂
石巻ハリストス正教会の会堂は、「聖使徒イオアン聖堂」の名称を用いている。イオアンとはヨハネのギリシャ語表記"Ιωάννης"の中世以降の発音「イオアンニス」が教会スラヴ語に"Иоан"「イオアン」と転写されたことに由来する（現代ロシア語では"Иван"「イヴァン」となる）。日本正教会ではギリシャ語からの転写や日本聖書協会で用いられる転写も固有名詞表記において使われないわけではないが、教会スラヴ語からの転写が標準的な転写として最も頻繁に用いられている。

### 初代
1879年（明治12年）11月、宮城県牡鹿郡石巻村（現・石巻市千石町。北緯38度26分3.6秒 東経141度18分33.3秒）に竣工した。
1978年（昭和53年）の宮城県沖地震によって被災したため、石巻市の所有となって中瀬に移築（北緯38度25分44.8秒 東経141度18分40秒 / 北緯38.429111度 東経141.31111度）。2011年（平成23年）の東日本大震災の津波によって大被害を受けるも倒壊・流出を免れ、復旧工事を経て2019年（令和元年）に公開を再開。

### 第2代
所在地：石巻市千石町4-10
旧会堂の跡地に新会堂を新築し、旧会堂の名称を引き継いだ。石巻ハリストス正教会は、この新会堂を本拠に活動している。2011年（平成23年）3月11日の東北地方太平洋沖地震（東日本大震災）による津波で1メートルの浸水被害があったが、建物は無事であり直ちに修復がなされた。
2021年（令和3年）11月現在の管轄司祭は、ルカ田畑隆平である。

## 旧石巻ハリストス正教会教会堂
現存する日本最古の木造教会建築である。現在は市が所有しているため、宗教施設としては使用されていない。

### 概要
設計者は不明だが、正教会の設計は正教徒のみに許されるため、信徒によるものと考えられる。
十字型の平面を持ち、屋根は瓦葺。1階は畳のある集会室であった。2階が絨毯敷きの聖所・至聖所となっていて、奉神礼が行われるスペースであった。1階と2階は急な傾斜の階段で連結されている。

### 歴史

#### 創建
1879年（明治12年）11月、宮城県牡鹿郡石巻村（現石巻市千石町）に「聖使徒イオアン聖堂」の名称で竣工。建設費は999円。

#### 移築
1978年（昭和53年）6月12日、宮城県沖地震により、竣工から約1世紀を経ていた聖使徒イオアン聖堂は壊滅的な被害を受けた。同じ敷地に新会堂が建設されるのに伴い、旧会堂は石巻市文化遺産（建物）復元工事実行委員会によって旧北上川の中洲にある中瀬公園内に移築・復元されることになった。復元工事は石巻建青会によって1979年（昭和54年）6月6日に着工し、1980年（昭和55年）6月10日に竣工した。総事業費は2,442万円。移築・復元された旧会堂は石巻市に寄贈され、1980年（昭和55年）12月20日に石巻市指定有形文化財（建造物）となった。
2001年（平成13年）7月23日、通年での一般公開を開始。

#### 東日本大震災から現在まで
2011年（平成23年）3月11日、東北地方太平洋沖地震（東日本大震災）で被災。石巻市を襲った津波は、本教会堂の屋根より下を呑み込んだものの、流失や全壊は免れた。
2011年3月11日の地震と津波、及び同年4月7日の大きな余震（宮城県沖地震）の後となる、同年4月8日に記録された本教会堂の被害状況は下記の通り。周囲にあった建物の多くが津波で破壊・流出しており、本教会堂が残存したのは奇跡的なことであった。
- 海側に面する建物正面が大きく損傷していた[5]。

- 津波が建物を抜けたと推定され、柱や壁が大きく歪んでいたが、軸部が辛うじて持ちこたえたことで、倒壊を免れていた[5]。

2012年（平成24年）4月11日から5月11日まで、修復資金を集めるためのライトアップパフォーマンスが実施された。
2014年（平成26年）4月、修理保全のため一時解体。
2015年（平成27年）3月、市が同地に旧聖堂を復元することを発表。
2017年（平成29年）9月21日、復元の起工式が行われた。復元の総事業費は1億5百万円を予定し、2018年（平成30年）度に完工する予定であった。
起工から1年をかけ、2018年9月、敷地かさ上げ工事（1.3メートルのかさ上げ工事を行い、海抜2.2メートルにかさ上げ）を伴う復元工事が完了した。
2019年（令和元年）7月30日に復元記念式典が行われ、同年8月2日に一般公開が再開された。復元の総事業費は最終的に1億1千万円となり、正教会ならびに全国からの寄付金4,500万円、震災復興特別交付税、その他石巻市の財源で賄われた。
復元にあたっては、解体後に保管されていた被災前の部材を3分の2ほど用いた。1980年の移築の際にモルタル塗りに変更された外壁は、創建時と同じ漆喰塗りに戻された。本教会堂の頂上の十字架は、被災前と同一のものである。

### 拝観情報
- 所在地：宮城県石巻市中瀬3番18号（本聖堂の向かいは石ノ森萬画館）
- 開館時間：9時 - 12時、13時 - 17時（11月 - 3月は16時に閉館）[2]。
- 休館日：毎週火曜日（火曜日が休日の場合はその翌日）[2]。年末年始（12月29日 - 1月3日）[2]。
- 観覧料：無料[2]。

### アクセス
- JR東日本
  - 石巻駅（■石巻線・■仙石線・■■仙石東北ラインから徒歩15分[2]。
- 三陸沿岸道路
  - 石巻河南ICから車で約15分。

### ギャラリー
※2008年（平成20年）8月15日撮影。東日本大震災で被災する前の状況。

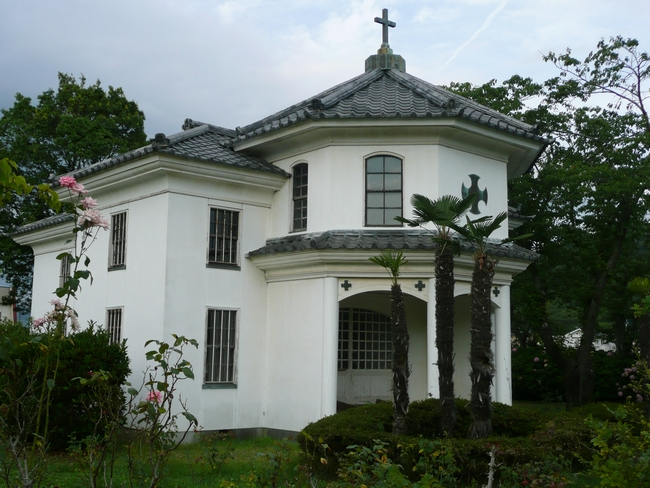
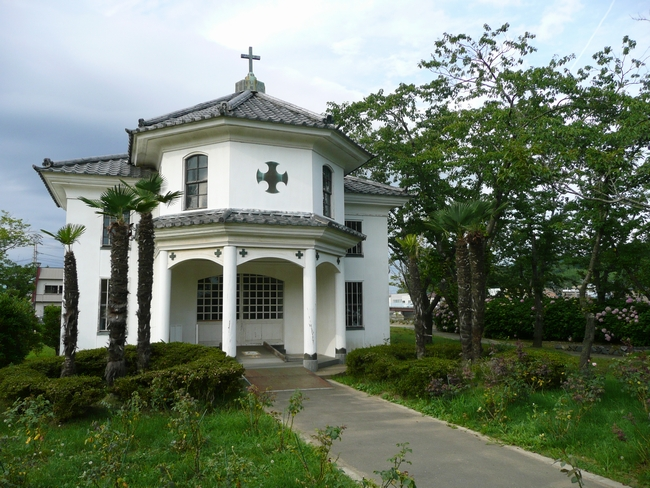